# Phil Neal
Philip George "Phil" Neal (født 20. februar 1951 i Irchester, England) er en tidligere engelsk fodboldspiller, der spillede som højre back. Han var på klubplan primært tilknyttet Liverpool F.C., hvor han på sine elleve sæsoner i klubben var med til at vinde adskillige engelske mesterskaber og Europa Cup-titler. Han spillede desuden for Northampton Town og Bolton Wanderers.
Neal blev desuden noteret for 50 kampe og fem scoringer for Englands landshold. Han repræsenterede sit land ved EM i 1980 og VM i 1982.
Under sin spillertid hos Bolton, og de efterfølgende tre sæsoner, var Neal desuden manager for klubben. Siden da har han også stået i spidsen for Coventry City, og haft kortvarige trænerophold hos Cardiff City og Manchester City.

## Titler
Engelsk 1. division
- 1976, 1977, 1979, 1980, 1982, 1983, 1984 og 1986 med Liverpool F.C.

Football League Cup
- 1981, 1982, 1983 og 1984 med Liverpool F.C.

Charity Shield
- 1976, 1977, 1979, 1980 og 1982 med Liverpool F.C.

Mesterholdenes Europa Cup
- 1977, 1978, 1981 og 1984 med Liverpool F.C.

UEFA Cup
- 1976 med Liverpool F.C.

UEFA Super Cup
- 1976 med Liverpool F.C.